# La Grange (Teksas)
La Grange – miasto w Stanach Zjednoczonych, w stanie Teksas, w hrabstwie Fayette, nad rzeką Colorado. W 2008 roku liczyło 4709 mieszkańców. 

## Miasta partnerskie
- Frenštát pod Radhoštěm, Czechy
- Olfen, Niemcy